# Gilles Estrix
Pour les articles homonymes, voir Estrix.
Gilles Estrix (Esscherix), né à Malines le 5 septembre 1624 et mort à Rome le 23 avril 1694, est un prêtre jésuite des Pays-Bas méridionaux, théologien et polémiste.

## Biographie
Gilles Estrix est le fils de Melchior Estrix et de Barbe Neeffs, le cousin de Jean Estrix et le petite-neveu de Jean Neeffs. Après être entré le 30 septembre 1641, au noviciat de la Compagnie de Jésus à Malines, il alla à Courtrai achever ses humanités, sous la direction de Sidronius Hosschius, et étudia la philosophie au scolasticat jésuite de Louvain. Il se voua ensuite à l'enseignement pendant plusieurs années, au bout desquelles ses supérieurs l'envoyrent à Rome pour faire sa théologie sous la direction de Martin de Esparza Artieda et Antonio Pérez. Il y fut ordonné prêtre en 1657. Revenu dans sa patrie, Estrix occupa la chaire de philosophie au Collège des jésuites d'Anvers. Il enseigna ensuite la philosophie (4 ans) et la théologie scolastique (7 ans) au théologat jésuite de Louvain, dont il devint préfet des études, puis recteur. Pendant qu'il remplissait cette dernière charge, il fut nommé provincial de la province Flandro-Belge, le 27 avril 1684, fonction qu'il conserva jusqu'en 1687. Peu de temps après, il est appelé par Tirso González à Rome comme réviseur des livres et consulteur "a secretis". Dans ce cadre, il s'imposa comme l'un des personnages les plus écoutés au sein de la Compagnie jusqu'à sa mort, en particulier sur les questions académiques. Il proposa notamment une réforme des études philosophiques pour la province Flandro-Belge (1690). Il mourut à Rome le 23 avril 1694.
Le P. Estrix composa quatorze ouvrages théologiques, parfois sous le pseudonyme de François Simonis, la plupart relatifs au Concile de Trente. Il était engagé dans de nombreuses controverses de son temps (attritionisme, infaillibilité pontificale, probabilisme), mais doit surtout être retenu pour sa Manuductio ad fidem divinam (1667) qui joua un rôle important dans la querelle sur l'optimisme et la perfection du monde.

## Écrits
- Dissertatio Historico-theologica pro mente Concilii Tridentini di vi attritionis, etc. Mechliniæ, typis Gisberti Lintzij, 1669, in-4.
- Mens Concilii Tridentini dilucidata ex historia ejusdem Concilii per modum appendicis ad theses theologicas. Lovanii, 1669.
- Confutatio suppositæ veritatis et caritatis nihilo plus sperantis ex historia concilii Tridentini quam ex incolumitate doctrinæ de contritionis perfectæ necessitate ad sacramentum poenitentiæ. Sive historia Tridentini Concilii, patresque ac theologi Tridentini, defensi ac vindicati, adversus authorem Disceptationum apologeticarum, etc. Auctore Ægidio Estrix Societatis Jesu S. Theolog. Professore Lovanii. Mechliniæ, typis Gisberti Lintzii, 1670, in-4°.
- Minime Paradoxum, Paradoxo nupero de Attritione dissipando. Lovanii, typis Petri Sasseni, 1071, in-4°.
- Summula summarum in controversia Attritionis subducta fideliter. Lovanii, typis Petri Sasseni, 1671, in-4°.
- Diatriba theologica de sapientia Dei benefica, optimi mundi architecta, & gubernatrice optima, de sapientia Dei verace, Ecclesiæ in mundo militantis moderatrice & magistra, sive Manuductio ad fidem divinam pervestigandam, confirmandam, expoliendam : asserta potissimum authoritate Romani pontificis ; eaque nulli obnoxia errori etiam in quaestione facti vulgo dicta. Antverpiæ, apud Michælem Cnobbaert, 1872, in-4°.
- Apologia pro Summis Pontificibus Romanis, Generalibus Conciliis & Ecclesia Catholica contra D. Petri van Buscum S. T. L. Eccl. Cathed. S. Bavonis Can. et Pœnitentiarij Instructionem ad Tyronem Theologum de methodo Theologica Octo Regulis perstrictii, Ejusdemque Instructionis defensionem, et Vindicias. Authore Ægidio Estrix Societatis Jesu S. Theologiæ Professore Lovanii. Antverpiæ, apud Michælem Cnobbaert, 1672, in-4°.
- Dilucidatio communis doctrinae theologorum de fide imperfecta quorumdam rudium hominum nuper asserta in diatriba theologica. Auctore Aegidio Estrix societatis Iesu S. theologiæ professore Lovanii. Antverpiæ, apud Michælem Cnobbaert, 1675, in-4°.
- De fraudibus Haereticorum nostri sæculi, ad orthodoxos, per Franciscum de Simonis. Moguntiæ, 1677, in-8°.
- Synopsis tractatus theologici de recto usu opinionum probabilium luce publica donati sub initium anni 1694 a R. P. Thyrso Gonzalez præposito generali societatis Jesu, et subinde duodecies intra annum recusi in Italia, Belgio, Germania, Gallia, Hispania. (Auctore Ægidio Estrix S. J.), editio tertia. Venetiis, 1696.
- Axiomata Christianæ Philosophiæ eruta ex consideratione quadruplicis æternitatis ex Italico Jo. Bapt. Manni latine reddita ab Ægidio Estrix utroque Societatis Jesu Sacerdote. Antverpiæ, apud Viduam Henrici Thieullier, 1688, in-16.